# Вінко Сольдо
Вінко Сольдо (хорв. Vinko Soldo, нар. 15 лютого 1998, Загреб) — хорватський футболіст, захисник боснійського клубу «Сараєво». Виступав також за низку хорватських і закордонних клубів. Чемпіон Фінляндії. Володар Кубка Боснії і Герцеговини.

## Клубна кар'єра
Вінко Сольдо народився 1998 року в місті Загреб. Розпочав займатися футболом у юнацькій команді клубу «Дубрава», пізніше перейшов до юнацької команди клубу «Динамо» (Загреб). У 2015 році Сольдо розпочав грати в другій команді клубу «Динамо», а з 2016 року став виступати в першій команді «Динамо». Проте футболіст не став гравцем основного складу, і в 2017 році керівництво клубу віддало гравця в орнду до іншого загребського клубу «Локомотива», а в 2018 році Сольдо грав у оренді в хорватських клубах «Цибалія» і «Рудеш».
У 2019 році Вінко Сольдо грав у оренді у фінському клубі «КуПС», у якому став чемпіоном Фінляндії. У 2020—2021 роках хорватський захисник грав у оренді на батьківщині в клубі «Славен Белупо», а в 2021 році в угорському клубі «Діошдьйор». З 2021 до 2023 року Сольдо знову захищав кольори клубу «Славен Белупо», цього разу на умовах постійного контракту.
З 2023 року Вінко Сольдо грає у складі боснійського клубу «Сараєво». У складі команди в сезоні 2024—2025 років футболіст став володарем Кубка Боснії і Герцеговини.

## Виступи за збірні
У 2012 році вже у віці 14 років Вінко Сольдо дебютував у складі юнацької збірної Хорватії, загалом на юнацькому рівні грав до 2018 року, та взяв участь у 54 іграх, відзначившись 4 забитими голами.
У 2019 році Сольдо зіграв також 4 матчі у складі молодіжної збірної Хорватії, в яких забив 2 голи.

## Титули і досягнення
- Чемпіон Фінляндії (1):

«КуПС»: 2019
- Володар Кубка Боснії і Герцеговини (1):

«Сараєво»: 2024–2025